# Denis Agafonov
Denis Nikolaevič Agafonov (in russo Денис Николаевич Агафонов?; Rubcovsk, 6 aprile 1975) è un ex giocatore di calcio a 5 russo, campione europeo con la nazionale russa nel 1999.

## Carriera
Agafonov ha esordito in giovane età nella Russia, con cui ha preso parte al vincente campionato europeo 1999. In seguito, il difensore ha disputato il FIFA Futsal World Championship 2000 in cui la Russia è giunta al quarto posto.

## Palmarès
- Campionato d'Europa: 1
Russia: 1999